# Tiggy Legge-Bourke
Alexandra Shan "Tiggy" Legge-Bourke MVO (1 de abril de 1965) foi uma babá do príncipe William, e seu irmão o príncipe Harry, e um assistente pessoal para Príncipe de Gales, entre 1993 e 1999. Desde seu casamento, ela tem sido conhecida como Tiggy Pettifer.